# Peter Squire
Sir Peter Ted Squire, GCB, DFC, AFC (* 7. Oktober 1945 in Felixstowe, Suffolk; † 19. Februar 2018 in Gidleigh, West Devon, Devon) war ein britischer Offizier der Royal Air Force, der als General (Air Chief Marshal) zwischen 1999 und 2000 Oberkommandierender des RAF Strike Command sowie zuletzt von 2000 bis 2003 Chef des Luftwaffenstabes (Chief of the Air Staff) war. In seinem Ruhestand engagierte er sich von 2005 bis 2008 als Vize-Vorsitzender der Commonwealth War Graves Commission sowie zwischen 2006 und 2011 als Vorsitzender des Kuratoriums des Imperial War Museum.

## Leben

### Offiziersausbildung, Kampfflugzeugpilot und Falklandkrieg
Peter Ted Squire, Sohn von Oberstleutnant (Wing Commander) Frank Squire, DSO, DFC, und dessen Ehefrau Margaret Pascoe Squire, besuchte die King’s School in Bruton und begann im September 1963 als Flight Cadet seine Offiziersausbildung am Royal Air Force College Cranwell. Nach deren Beendigung trat er am 15. Juli 1966 als Leutnant (Pilot Officer) als Berufssoldat (Permanent Commission) in die Royal Air Force (RAF) ein und wurde am 15. Januar 1967 zum Oberleutnant (Flying Officer) befördert, wobei die Beförderung au fen 15. Juli 1966 zurückdatiert wurde. Nach einem Fortbildungslehrgang wurde er im März 1968 Pilot des mit Kampfflugzeugen vom Typ Hawker Hunter ausgestatteten No. 20 Squadron RAF in Singapur und erhielt dort am 15. Januar 1969 seine Beförderung zum Hauptmann (Flight Lieutenant). Nach dem Besuch der Zentralen Flugschule (Central Flying School) wurde er 1970 Fluglehrer QFI (Qualified Flying Instructor) für Hawker Hunter-Jagdflugzeuge in der 4. Flugausbildungsschule (No. 4 Flying Training School) auf dem Militärflughafen RAF Valley. 1972 gewann er die Wright-Jubiläumstrophäe für eine Kunstflugvorführung sowie für seine Verdienste am 2. Juni 1973 die Queen’s Commendation for Valuable Service in the Air (QCVSA).
Nach seiner Beförderung zum Major (Squadron Leader) am 1. Juli 1973 wurde Squire 1975 zunächst Pilot von Kampfflugzeugen vom Typ Hawker Siddeley Harrier in der Operational Conversion Unit (OCU) sowie kurz darauf Fliegerischer Kommandeur (Flight Commander) der mit Hawker Siddeley Harrier ausgestatteten No. 3 Squadron RAF auf dem Luftwaffenstützpunkt RAF Gütersloh. Er wurde im Anschluss am 16. Januar 1979 als Stabsoffizier für taktische Bewertung TACEVAL (Tactical Evaluation) zum Stab des RAF Strike Command versetzt und wurde während dieser Verwendung am 16. Juni 1979 mit dem Air Force Cross (AFC) ausgezeichnet. Er besuchte 1980 des Royal Naval College und wurde am 1. Juli 1980 zum Oberstleutnant (Wing Commander) befördert. Daraufhin wurde er am 26. März 1981 Kommandeur (Commanding Officer) der No. 1 Squadron RAF und verblieb auf diesem Posten bis zum 23. Dezember 1983. Während des Falklandkrieges führte er den ersten Angriff von Harrier-Kampfflugzeugen des No. 1 Squadron RAF am 20. Mai 1982 an. Bei einem anderen flog er mit Hauptmann Jeff Glover, als dieser später von Kleinwaffenfeuer getroffen wurde. Am 12. Juni 1982 wurde schließlich sein Flugzeug getroffen, als es ihn ein Geschoss nur knapp verfehlte und sein Flugzeug schwer beschädigte. Am nächsten Tag führte er jedoch unerschrocken den ersten ferngesteuerten Bombenangriff eines Harrier-Kampfflugzeuges durch. Für seine militärischen Verdienste im Falklandkrieg wurde er am 11. Oktober 1982 mit dem Distinguished Flying Cross (DFC) ausgezeichnet.
Danach wurde Peter Squire 1983 zunächst Leiter des Briefing- und Präsentationsteams des Luftwaffenstabes sowie am 13. Januar 1984 Stabsoffizier im Hauptquartier des RAF Strike Command, ehe er am 7. Dezember 1984 Persönlicher Stabsoffizier des Oberkommandierenden des RAF Strike Command, Air Chief Marshal Sir David Craig, wurde. In dieser Verwendung erfolgte am 1. Juli 1985 seine Beförderung zum Oberst (Group Captain). Im Anschluss fungierte er zwischen dem 28. November 1986 und dem 10. November 1988 als Kommandant des Luftwaffenstützpunktes RAF Cottesmore sowie zugleich Kommandant der dortigen tri-nationalen Ausbildungseinrichtung für Piloten des Mehrzweckkampfflugzeugs Panavia Tornado. Daraufhin war er vom 28. November 1988 bis zum 9. Juli 1989 als Stabsoffizier beim stellvertretenden Chef des Verteidigungsstabes für Programme und Personal, Air Marshal David Parry-Evans.

### Aufstieg zumAir Chief MarshalundChief of the Air Staff
Am 9. Juli 1989 übernahm Squire den Posten als Leiter des Referats Luftoffensiven im Luftwaffenstab (Director of Air Offensive) und behielt diese Funktion bis zum 22. März 1991. Während dieser Verwendung erfolgte am 1. Januar 1990 seine Beförderung zum Brigadegeneral (Air Commodore). Im Anschluss war er zwischen dem 22. März 1991 und Januar 1993 Leitender Generalstabsoffizier SASO (Senior Air Staff Officer) im Hauptquartier des RAF Strike Command sowie zusätzlich auch stellvertretender Chef des Operationsstabes der Luftstreitkräfte (Deputy Chief of Operations Staff, UK Air Forces). Während dieser Verwendung wurde er zudem am 1. Juli 1991 zum Generalmajor (Air Vice Marshal) befördert und am 1. November 1992 zusätzlich Kommandeur AOC (Air Officer Commanding) der No. 38 Group RAF. Danach war er zwischen dem 1. Februar 1993 und August 1994 Kommandeur der No. 1 Group RAF. Danach bekleidete er vom 1. September 1994 bis September 1995 den Posten als Assistierender Chef des Luftwaffenstabes (Assistant Chief of the Air Staff).
Peter Squire, der 1995 Fellow der Royal Aeronautical Society (FRAeS), war zwischen dem und dem 29. März 1999 löste am 2. Februar 1996 Generalleutnant Sir Thomas Boyd-Carpenter als stellvertretender Chef des Verteidigungsstabes für Programme und Personal (Deputy Chief of the Defence Staff (Programmes and Personnel)) ab und hatte diesen Posten bis zum 29. März 1999 inne, woraufhin Air Marshal Sir Malcolm Pledger seine Nachfolge antrat. Während dieser Zeit wurde er am 9. Februar 1996 zum Generalleutnant (Air Marshal) befördert. Darüber hinaus wurde er am 14. Juni 1997 zum Knight Commander des Order of the Bath (KCB) geschlagen, so dass er seither den Namenszusatz „Sir“ führte.
Squire wurde am 29. März 1999 zum General (Air Chief Marshal) befördert und Nachfolger von Air Chief Marshal Sir John Allison als Oberkommandierender des Luftangriffskommandos (Air Officer Commanding-in-Chief, RAF Strike Command) und verblieb auf diesem Posten bis zum 9. April 2000, woraufhin Air Chief Marshal Sir Anthony Bagnall seine Nachfolge antrat. Zugleich fungierte er zwischen März 1999 und April 2000 auch sowie als Oberkommandierender der Alliierten Luftstreitkräfte in Nordwesteuropa COMAIRNORTHWEST (Commander Allied Air Forces Northwestern Europe). Zuletzt löste er am 19. April 2000 Air Chief Marshal Sir Richard Johns als Chef des Luftwaffenstabes (Chief of the Air Staff) ab. Er verblieb auf diesem Posten bis zum 1. August 2003 und wurde dann von Air Chief Marshal Sir Jock Stirrup abgelöst. Zusätzlich war er zwischen April 2000 und August 2003 auch Luftwaffenadjutant (Air Aide-de-camp) von Königin Elisabeth II. Am 30. Dezember 2000 wurde er zum Knight Grand Cross des Order of the Bath (GCB) erhoben. 2001 verlieh ihm die Cranfield University einen Ehrendoktor der Wissenschaften (Honorary Doctor of Science). Am 5. Dezember 2003 trat er in den Ruhestand.
In seinem Ruhestand engagierte sich Sir Peter Squire von 2005 bis 2008 als Vize-Vorsitzender der Commonwealth War Graves Commission, eine Einrichtung, die in Zusammenarbeit mit der Regierung des Vereinigten Königreichs für die Errichtung, Bebauung und Betreuung der britischen Soldatenfriedhöfe in den Ländern des Commonwealth of Nations verantwortlich ist, sowie zwischen 2006 und 2011 als Vorsitzender des Kuratoriums des Imperial War Museum.